# 锡苏万
锡苏万（法語：Cysoing，法語發音：[sizwɛ̃]）是法国上法蘭西大區北部省的一个市镇，位于该省中部偏东，属于里尔区。

## 地理
锡苏万（50°34'6"N, 3°12'54"E）面积13.62 平方千米，位于法国上法蘭西大區北部省，该省份为法国最北部的省份及最长的省份，西北濒北海，西接加来海峡省，南至埃纳省和索姆省，东与比利时接壤。
与锡苏万接壤的市镇（或旧市镇、城区）包括：格吕松、佩韦勒地区唐普勒沃、布尔盖勒、布汶、佩韦勒地区康凡、科布里约、热内、卢维勒、梅朗图瓦地区佩罗讷、梅朗图瓦地区桑甘。
锡苏万的时区为UTC+01:00、UTC+02:00（夏令时）。

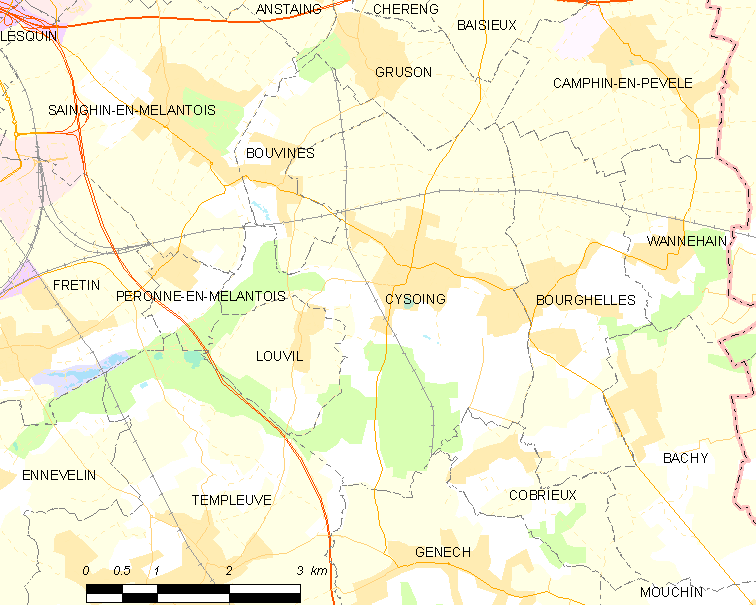
锡苏万的OSM定位图

## 行政
锡苏万的邮政编码为59830，INSEE市镇编码为59168。

## 政治
锡苏万所属的省级选区为佩韦勒地区唐普勒沃县。

## 人口

1962-2008年间锡苏万人口变化图示

锡苏万于2022年1月1日时的人口数量为4717人。